# Krahm (Much)
Krahm war ein Ortsteil der Gemeinde Much im Rhein-Sieg-Kreis. Heute ist die Siedlung mit Much verwachsen.

## Lage
Krahm liegt am Südwestrand von Much an der Bundesstraße 56.

## Geschichte
1901 hatte der Weiler 19 Einwohner. Ansässig waren hier der Krautfabrikant Albert Bonrath, Ackerer Joh. Kreuzer, Ackerin Witwe Peter Kröner, Näherin Magdalene Merten und Ackerer Peter Pütz.